# Glavoč kristalni
Glavoč kristalni (lat. Crystallogobius linearis) riba je iz porodice glavoča (lat. gobiidae). Kod nas se još naziva i mliječić. To je vrlo mala riba, koja naraste najviše do 6 cm (po drugim izvorima najveća veličina je 4,7 cm), a najočitija mu je osobina da je potpuno proziran, tako da sliči na mliječ ružični (lat. Aphia minuta). Živi na većim dubinama, do 400 m, iznad pješčanog ili muljevitog dna, hrani se zooplanktonom. Životni vijek mu je 1 godina, a pred kraj života se spuštaju na dno i mrijeste. Nakon mriještenja ugibaju.

## Rasprostranjenost
Kristalni glavoč živi u Atlantiku od Norveške do Gibraltara, kao i oko otoka Madeira, te u Mediteranu.

## Vanjske poveznice
|  | Zajednički poslužitelj ima još gradiva o temi Crystallogobius linearis |
|  | Wikivrste imaju podatke o taksonu Crystallogobius linearis             |